# Olive Branch (Illinois)
Olive Branch es un lugar designado por el censo ubicado en el condado de Alexander en el estado estadounidense de Illinois. En el Censo de 2010 tenía una población de 864 habitantes y una densidad poblacional de 34,58 personas por km².

## Geografía
Olive Branch se encuentra ubicado en las coordenadas 37°11′1″N 89°20′58″O / 37.18361, -89.34944. Según la Oficina del Censo de los Estados Unidos, Olive Branch tiene una superficie total de 24,99 km², de la cual 24,97 km² corresponden a tierra firme y (0,06%) 0,02 km² es agua.

## Demografía
Según el censo de 2010, había 864 personas residiendo en Olive Branch. La densidad de población era de 34,58 hab./km². De los 864 habitantes, Olive Branch estaba compuesto por el 95,72% blancos, el 2,66% eran afroamericanos, el 0,23% eran amerindios, el 0% eran asiáticos, el 0% eran isleños del Pacífico, el 0,35% eran de otras razas y el 1,04% pertenecían a dos o más razas. Del total de la población el 1,04% eran hispanos o latinos de cualquier raza.